# 水晶金字塔
《水晶金字塔》（日語：水晶のピラミッド）是日本推理作家島田莊司的推理小說，為其筆下的偵探御手洗潔系列小說。

## 書籍出版資訊
| 出版者       | 出版日期      | 媒介       | 頁數  | 書籍編碼           | 譯者   |
| ------------ | ------------- | ---------- | ----- | ------------------ | ------ |
| 講談社       | 1991年9月25日 | 單行本     | 609頁 | ISBN 9784062055390 |        |
| 講談社       | 1994年12月7日 | 講談社文庫 | 742頁 | ISBN 9784061858411 |        |
| 皇冠文化出版 | 2008年3月18日 | 平裝書     | 512頁 | ISBN 9789573324003 | 羊恩媺 |
| 新星出版社   | 2013年7月     | 平裝書     | 484頁 | ISBN 9787513312073 | 陳滌   |

## 故事概要
位於美國紐奧良最南端「惡女角」的海域，有一座名為「埃及島」的島嶼。島上有一座仿建的水晶金字塔。美國著名日裔女影星——松崎玲王奈來此拍攝電影外景，卻在暴風雨的首日，目睹一隻沒有頭髮、眼睛和口鼻大而凸出，頭頂上立著兩隻狗耳朵，宛如古埃及神話中的「冥府使者」的怪物。而第二日，水晶金字塔的擁有者——大軍火商「艾力克森」的老闆李察被發現溺死在高塔的密室里......傳說艾力克森家族因製造軍火間接害死無數無辜的人，其家族每代均有人發瘋或死於非命，難道一切真是詛咒所致？
為了讓電影順利拍攝，玲王奈飛往日本委託御手洗潔前來解決這個不可思議的案件。然而御手洗在深入調查之後，卻揭開了更令人驚愕的歷史之謎......

## 登場人物

### 現代

#### 主要角色
御手洗 潔（Mitarai Kiyoshi）
偵探。
面對從美國飛回日本請求他協助解決案件的玲王奈的請求無動於衷。之後在她苦苦哀求之下，答應解決惡女角發生的殺人案。
石岡 和己（Ishioka Kazumi）
御手洗的助手。
松崎 玲王奈（Matsuzaki Leona）
荷里活首位日本女明星。
在惡女角埃及島上的金字塔拍攝電影外景，但在首日拍攝就目睹了一隻眼睛和口鼻大而凸出，頭頂上立著兩隻犬耳的怪物。
之後，因李察被殺一案若不能在三天內破案，電影就不能如期完成拍攝。為此不惜回到日本懇求御手洗潔解決案件。

#### 案件相關
保羅·艾力克森（Paul Alexon）
考古學家。惡女角埃及島上的水晶金字塔的建造者。
1984年3月，他被燒焦的屍體在澳洲布里斯班西南的荒漠深處的一輛燒毀的車中被發現。
李察·艾力克森（Richard Alexon）
保羅的弟弟。大軍火商「艾力克森公司」的老闆。
陪同玲王奈前往埃及島的金字塔進行電影取景，豈料隔天被發現溺死在離地三十公尺的高塔密室裡。
提莫西·特雷尼（Timothy Delany）
李察・艾力克森的主治醫生。
艾維·特芙拉（Elvin Toffler）
電影導演。
埃里克·貝爾納（Eric Bellnarl）
藝術總監。
布萊恩·惠特尼（Brian Whitney）
攝影總監。

### 鐵達尼號上
羅伯特·艾力克森（Robert Alexon）
1912年鐵達尼號首航的乘客，移居美國的英國富豪。槍支軍火製造商艾力克森家族第二代繼承人。
布魯斯·伊斯梅（J Bruce Ismay）
鐵達尼號的船東，白星航運公司的老闆。
托馬斯·安德魯斯（Thomas Andrews）
鐵達尼號的總設計師。
愛德華·J·史密斯（Edward J Smith）
鐵達尼號的船長。

### 古代埃及
米克爾
住在尼羅河上游的原始部落「馬蒂歐」的少女。
在河中救起落難的迪卡，迪卡離去後獨自一人前往吉薩尋找他。
迪卡
法老王的次子。
愛上了對自己有救命之恩的少女米克爾，並叮囑她去吉薩找他。
卡玛尔
前往吉薩的船主。

## 榮譽
- 本書榮獲「週刊文春」年度10大推理小說第3名！
- 本書榮獲「這本推理小說真厲害！」年度10大推理小說第5名！

## 外部連結
- （日語）http://bookclub.kodansha.co.jp/bc2_bc/search_view.jsp?b=2055392 （页面存档备份，存于）
- （简体中文）豆瓣讀書：水晶金字塔 （页面存档备份，存于）